# MEME
Multiple EM for Motif Elicitation (MEME) — алгоритм и одноимённый инструмент, являющийся реализацией алгоритма, для поиска мотивов в биологических последовательностях белков и ДНК. Алгоритм основан на многократном применении метода максимального правдоподобия. Под мотивом понимается короткая последовательность нуклеотидов или аминокислот, общая для некоторого набора последовательностей.
Поиск мотивов — важная задача в биологии, так как наличие мотива в последовательности может служить сигналом к распознаванию последовательности для транскрипционных факторов или эндонуклеаз рестрикции.

## История
Алгоритм MEME был разработан в 1994 году Тимоти Бейли и Чарльзом Элканом. Он является усилением метода максимального правдоподобия для поиска мотивов, который был опубликован в 1990 году авторами Lawrence и Reilly. Оригинальный метод позволял найти только один мотив в наборе последовательностей, причём этот мотив являлся локально оптимальным, так как алгоритм сильно зависит от выбора стартовых параметров. Корректность его работы также сильно зависела от уровня шума в рассматриваемых последовательностях. Метод MEME позволил обойти эти недостатки. В 1996 году был создан вебсервер, содержащий реализацию MEME, которым за период с 2000 по 2006 год воспользовалось около 800 уникальных посетителей. А в 2009 году был представлен пакет MEME Suite, содержащий в себе не только реализацию MEME, но и многих других сопутствующих программ. Всего над созданием MEME Suite работали: Тимоти Бейли, Уильям Стэффорд Нобель, вклад в проект внесли также Чарльз Элкан и Майкл Грибсков. По состоянию на 2017 год MEME Suite поддерживается грантом NIH, а вебсервер также получает помощь от Google и Amazon.

## Постановка задачи
Необходимо идентифицировать один или несколько общих мотивов в наборе невыровненных нуклеотидных или аминокислотных последовательностей, каждая из которых содержит один, несколько или не содержит мотивов. В данном случае рассматриваются мотивы без пропусков (гэпов), обладающие общей биологической функцией. Например, они могут быть мишенями одного ДНК-связывающего белка. MEME используется представление биологического мотива в виде позиционно-весовой матрицы (ПВМ).

## Подготовительный этап

### Подготовка последовательностей
Не в любом наборе последовательностей возможно обнаружить общий мотив, поэтому для корректной работы алгоритма необходимо внимательно выбрать и подготовить последовательности: общий мотив должен быть ожидаем в этом наборе (например известно, что последовательности связываются с одним транскрипционным фактором), и последовательности должны быть настолько короткие, насколько это возможно (в идеале <1000 нуклеотидов).

### Выбор входных параметров
По умолчанию выдача MEME содержит не более трёх мотивов длины от 6 до 50, найденных как на прямой, так и на обратной цепи входных последовательностей. Если известен биологический смысл объектов поиска, то можно предположить и задать количество и длину мотивов, которые ожидаются в этом наборе последовательностей. Это улучшит качество предсказания в случае, если мотив не подходит под параметры по умолчанию.

## Алгоритм

### EM-алгоритм для поиска последовательностей
На вход EM-алгоритму подаётся:
- набор последовательностей, принадлежащих алфавиту {\displaystyle L};
- длина предполагаемого мотива {\displaystyle W}[3].

Алгоритм возвращает возможную модель найденного мотива.
На каждом шаге алгоритма мотив определяется позиционно-весовой матрицей (ПВМ) размера {\displaystyle |L|\times W}, где {\displaystyle |L|} — размер алфавита. В каждой ячейке ПВМ стоит вес {\displaystyle p_{lc}}, зависящий от вероятности появления буквы {\displaystyle l} в колонке {\displaystyle c}, где {\displaystyle 1\leq c\leq W}. Эти значения пересчитываются в ходе каждой итерации алгоритма.
Так как изначально неизвестно, где именно в последовательностях находится мотив, на каждом шаге алгоритма вычисляются значения матрицы {\displaystyle Z}, где элемент матрицы {\displaystyle z_{ij}} — правдоподобие того, что мотив начинается в последовательности {\displaystyle i} с позиции {\displaystyle j}.
Таким образом, алгоритм состоит из следующей последовательности шагов:
1. Берется начальная ПВМ мотива. Она может быть задана или выбирается случайно.
2. По имеющимся значениям {\displaystyle p_{lc}}ПВМ для каждой позиции в каждой последовательности вычисляются значения матрицы {\displaystyle Z} с помощью логарифма функции правдоподобия:{\displaystyle \log(likelihood)=N\sum _{j=1}^{W}\sum _{l\in L}f_{lj}\log(p_{lj})+N(K-W)\sum _{l\in L}f_{l0}\log(p_{l0})+N\log({\frac {1}{K-W+1}}),}где {\displaystyle N} — количество входных последовательностей, {\displaystyle K} — длина входных последовательностей, {\displaystyle W} — длина мотива, {\displaystyle L} — алфавит, {\displaystyle p_{lj}} — вероятность появления буквы {\displaystyle l} в позиции {\displaystyle j} мотива, {\displaystyle p_{l0}} — вероятность появления буквы {\displaystyle l} в любой позиции, {\displaystyle f_{lj}} — наблюдаемая частота буквы {\displaystyle l} в позиции {\displaystyle j} мотива, {\displaystyle f_{l0}} — наблюдаемая частота появления буквы {\displaystyle l} в любой позиции.
3. Для каждой последовательности выбирается максимум функции правдоподобия из матрицы {\displaystyle Z} и определяется позиция в последовательности, соответствующая этому максимуму. По соответствующим позициям строится выравнивание, вычисляются новые значения ПВМ по встречаемости букв в искомых колонках мотива[3].
4. Пункты 2. и 3. повторяются, пока изменения значений ПВМ не станут меньше изначально заданного порога[3].

### Вычисление наилучших входных параметров для алгоритма МЕМЕ
Для улучшения результата EM-алгоритма необходимо правильно выбрать набор стартовых параметров. Для этого есть несколько способов:
1. Запустить алгоритм с различными возможными произвольными входными параметрами, а затем выбрать те, для которых значение функции правдоподобия будет наибольшим. Такой подход улучшает качество предсказания, но не гаратирует лучший результат[3][7].
2. Использовать метод подпоследовательностей[8].

Метод подпоследовательностей основан на том, что искомый мотив должен соответствовать какой-то подпоследовательности длины {\displaystyle W} в исходных данных. Для каждой такой подпоследовательности строятся ПВМ, с которых и стартует каждый запуск алгоритма EM. Наибольшее значение функции правдоподобия среди всех запусков алгоритма будет глобальным максимумом и даст искомый мотив. Именно этот принцип лимитирует поиск мотивов с гэпами.
По заданной подпоследовательности построить ПВМ можно различными способами. Алгоритм МЕМЕ использует следующий: частота буквы, соответствующей букве в подпоследовательности, принимается за {\displaystyle 0<X<1}, лучше всего алгоритм работает для {\displaystyle 0{,}4\leq X\leq 0{,}8}. А вероятности для всех остальных букв принимаются за {\displaystyle {\frac {1-X}{|L|-1}}}.
Оказывается, что в момент запуска алгоритма для подпоследовательности, соответствующей правильному мотиву, ЕМ-алгоритм сходится так быстро, что достаточно одной итерации. Поэтому для экономии времени достаточно каждый раз запускать только одну итерацию ЕМ-алгоритма, что и реализовано в алгоритме МЕМЕ.

### Алгоритм МЕМЕ
Алгоритм МЕМЕ основан на многократном применении ЕМ-алгоритма для поиска мотива в последовательностях. На вход алгоритму МЕМЕ подаётся:
- набор последовательностей, принадлежащих алфавиту {\displaystyle L};
- длина предполагаемого мотива {\displaystyle W};
- ожидаемое количество копий мотива;
- количество различных мотивов[8].

Алгоритм ЕМ модифицируется до следующего:
1. Выбираются начальные параметры методом подпоследовательностей.
2. Для каждого набора входных параметров осуществляется одна итерация ЕМ-алгоритма. Выбирается наибольшее значение функции правдоподобия из всех запусков.
3. Полученный мотив сохраняется и удаляется из входных последовательностей для поиска следующих.
4. Пункты 1., 2. и 3. повторяются для поиска заданного количества мотивов[8].

Обнаруженные мотивы на выходе программы подаются в виде LOGO.

## Время работы алгоритма
Алгоритм МЕМЕ поиска мотива длины {\displaystyle W} совершает {\displaystyle k*W*n^{2}} шагов, где {\displaystyle k} — неизвестная константа (между 10 и 100), {\displaystyle n} — это общее количество букв заданного алфавита во входных последовательностях. То есть сложность алгоритма оказывается {\displaystyle O(W*n^{2})}.

## Достоинства
В отличие от EM, MEME позволяет работать и эффективно находить мотивы в последовательностях, содержащих более одной копии мотива или не содержащих мотив. Последние при этом расцениваются алгоритмом, как шум. Большим плюсом также является возможность поиска нескольких различных мотивов в одном наборе входных последовательностей и поиск глобального оптимального мотива, тогда как EM часто останавливается на локально оптимальном, который может при этом не являться мотивом вообще. Существует реализация алгоритма в виде программы для ПК и веб сервера с удобным интерфейсом с набором дополнительных программ для дальнейшей работы с найденным мотивом.

## Недостатки
Алгоритмом MEME плохо распознаются мотивы в длинных последовательностях, кроме того большая длина последовательностей сильно увеличивают время работы алгоритма. Также в алгоритме MEME делается важное базовое предположение о равновероятности появления мотива в любой части последовательности. Такой подход не подходит о для поиска мотива в последовательностях РНК, так как они образуют вторичные и третичные структуры, что делает появление мотива более или менее вероятным в зависимости от структуры. Алгоритм не позволяет найти мотивы с гэпами, так как сама постановка задачи алгоритма не предполагает их поиск.

## Реализация алгоритма
На основе данного алгоритма реализован инструмент MEME Suite, доступный в веб-версии и для ПК, по состоянию на 2017 год он поддерживается и обновляется.